# ナッタ投影式
ナッタ投影式（ナッタとうえいしき、英: Natta projection）は、2次元の構造式中で完全な立体化学を持つ分子を描く方法の一つである。名称はジュリオ・ナッタに因む。主鎖を形作る全ての炭素原子が四面体形幾何構造を取る炭化水素分子では、ジグザグ形の主鎖が紙面にあり、置換基は紙の手前側（化学結合はくさび形で描かれる）あるいは奥側（破線のくさび形で描かれる）にある。ナッタ投影式はポリマーの立体規則性を表わすのに有用である。